# 선라이즈 (기업)
선라이즈(일본어: サンライズ 산라이즈[*], 영어: SUNRISE)는 애니메이션 위주의 영상작품의 기획 및 제작을 주요 사업으로 하는 반다이 남코 필름웍스의 애니메이션 제작 브랜드다.
원래는 주식회사 선라이즈(일본어: 株式会社サンライズ 가부시키가이샤 산라이즈[*], 영어: SUNRISE Inc.)라는 이름의 회사였으나 2022년 4월 1일 반다이 남코 필름웍스라는 상호로 변경하였고, '선라이즈'라는 이름은 이 회사의 브랜드로서 이어지고 있다.

## 역사

### 창업
1972년에 경영난에 빠진 무시 프로덕션으로부터 영업·제작의 스태프들이 중심이 되어 유한회사 선라이즈 스튜디오라는 이름으로 창업했다. 무시 프로덕션의 영업·제작의 스태프였던 키시모토 요시이사오와 이토 아키노리, 야마우라 에이지, 시부에 야스오, 이와사키 마사미, 누마혼 아오우미 7명이 설립멤버다. 자본이 없던 초기에는 토호쿠 신샤의 출자를 받아 주식회사 소에이샤를 설립했다. 소에이샤가 기획과 영업을 맡고 애니메이션의 제작은 선라이즈 스튜디오가 하는 식으로 했다. 이 때 제작한 애니메이션에는 © 토호쿠 신샤로 표기되어 있다.
본사가 설립된 1972년은 그들의 독립원과 할 수 있는 무시 프로(옛 무시 프로)과 관련, 자회사의 경영난과 노동 쟁의가 표면화되고 있었을 때이기도 했다. 이는 기업의 성립과 테즈카의 의향 및 경영 방침 때문에 "애니메이터가 아니면 사람이 아니다"라고 할 정도로, 애니메이터 편중의 작품 만들기가 최우선 되는 기업 풍토가 되면서 합리적이고 적절한 기업 운영을 할 수 없었던 것이 주된 요인이 된 것이었다.
창업 멤버들은 옛 무시 프로가 도산 직전에 독립한 인사이긴 하지만 이 회사의 내정과 체질적인 문제를 조직 내부에서 보고 아는 자들이며, 이 기업 체질이 선라이즈 스튜디오의 경영의 큰 교훈으로 현재까지 계승되고 있다. 즉, 선라이즈의 "크리에이터가 경영진에 들어가서는 안 된다"라는 경영 정책의 확립이다. 그 때문에 창업 이후 자사 스튜디오는 두고 제작 진행 관리 업무 이외의 실제 제작 작업은 외주 스태프가 거의 다 맡고 있으며 이미 50년 가까운 역사를 가진 기업이면서도, 선라이즈에 본래 정규직으로 감독을 지낸 인물도 없다. 이 또한 애니메이션 제작에 필요한 인력과 전문직 대부분을 자사에서 정규직 고용과 둔 계속하는 바람에 승급·인건비 증가·사내 포스트 등 문제가 해결하지 못하고 노동 쟁의에 이르고 파산한 옛 무시 프로의 반성이기도 했다. 그런 의미에서 말하면, 선라이즈에서 히트작을 다루고 그 이름이 알려진 토미노 요시유키, 타카하시 료스케 등의 감독과, 시오야마 노리오, 야스히코 요시카즈, 키무라 타카히로 등의 저명 애니메이터도 어디까지나 외주 스태프에 불과하고 제작자는 종사하더라도 작품 단위로 기획·제작까지 머물고 있다.
또한 창업 당초의 경영진은 애니메이션의 작품성도 중시하는 한편, 그 이상에 필요에 따른 외주의 다용 등 비용 절감이나 각종 판권 수입 등도 포함해 종합적인 채산 확보를 도모해 건전 경영을 유지 하는 것을 최중시하는 경영 방침을 내놓았다. 완구의 상품 기획의 타이업을, 애니메이션 기획의 기점과 주축에 두는 작품 구축의 시스템을 채용하고 있던 것도, 오늘에 이르는 선라이즈를 형성한 중요한 특징의 하나이다. 이 배경에는 '자금이 없는 약소 프로덕션에 인건비를 부담할 수 없다', 만화 원작의 저작권을 얻기 위해서 필요한 예산을 할 수 없는 등의 경영 초기에 안고 있던 자금 면에 관련된 사정이 있다. 한편으로 출판물을 원작으로 한 작품의 경우, 애니메이션 잡지가 기사에 거론할 때, 저작권자의 의향이라는 형태로 지면의 소재로서 사용하고 싶은 영상의 사용 허락을 얻지 못하거나, 페이지수의 제한이 붙는 것이 많아, 선라이즈 작품에서의 오리지널 기획의 많음은, 1980년대를 중심으로 애니메이션 잡지 에서 메인에 놓여지는 취급의 요인이 되었다.

### 일본 선라이즈 시대
1976년 11월에 토호쿠 신샤 산하에서 독립하고 주식회사 일본 선라이즈로 상호 변경하였다. 독립 후에는 주로 토에이와 츠부라야 프로덕션의 애니메이션 제작을 하청하였다. 선라이즈 이이즈카 마사오는 당시 상황에 대해 《용자 라이딘》으로 얻은 이익은 모두 토호쿠 신사가 가져가 급여가 오르지 않았고 소에이샤에 많은 불만이 쌓여 있었다고 한다. 1977년에 선라이즈의 최초 자주 제작인 《무적초인 점보트3》을 제작하였다. 1979년에는 《기동전사 건담》을 제작하여 리얼로봇 붐을 일으킨다.
1981년 초대 사장 키시모토 요시이사오가 40대의 나이로 사망했다. 당시 아직 40대였지만 격한 업무 탓에 몸이 망가졌다고 한다. 키시모노의 죽음 후에 2대 사장으로 이토 아키노리가 취임했다.
1985년 오리지널 비디오 애니메이션(OVA)에 진출했다. OVA라고 하는 체재를 취하고 있기는 하지만, 선라이즈 제작에서 완전 오리지널 기획은 적고 《장갑기병 보톰즈》 같은 TV 시리지에서 인기를 얻은 작품의 속편이나 《장갑기병 메로우링크》처럼 그 연장선상에 있는 기획이라는 기본 방침을 취하고 있다.

### 주식회사 선라이즈
1987년 6월에 주식회사 선라이즈로 상호 변경, 3대 사장으로 야마우라 에이지가 취임했다. 새 사장 취임에 따른 노선 전환으로 오리지널 애니메이션 노선에서 전환하여 미스터 아짓코, 시티 헌터, 바츠&테리 등을 원작으로 만화 원작의 작품이 늘어났다. 이들 작품에서 연출로서 저명한 영화, 드라마, 애니메이션 등 제작 당시의 패러디를 도입하게 되어, 이후 제작 애니메이션의 특징의 하나가 되어간다.
또 요즘은 《건담》에 비롯된 리얼 로봇 붐이 수그러들고 있던 때에 그 주역인 선라이즈도 같은 해 방송 《기갑전기 드라고나》를 마지막으로 리얼 로봇계 작품에 의존한 체제에서 일단 벗어났다. 완구 업체와의 제휴의 오리지널 기획에서도 《마신영웅전 와타루(한국명: 슈퍼 씽씽캅)》을 계기로 아이가 로봇에 타거나 로봇과 우정을 키우는 것으로 적을 쓰러뜨리는 로봇 애니메이션을 손댔으며 《개전 사무라이 트루퍼》의 관련 작품의 성공을 받는 식으로 용자 단려한 미소년이 특수 아머를 장착한 갑옷으로 폭을 넓혔다.
1990년대 초반에는 당시 건담보다 아래 연령층을 대상으로 한 《용자 시리즈》가 상업적인 성공을 거두는 등 오리지널 작품도 만들었다.

### 반다이 남코 그룹 산하
1994년 4월 1일, 반다이에 인수되어 산하 기업이 된다. 이에 따른 경영진도 쇄신되고 이후에는 경영진으로 마츠모토 사토루와 같은 주로 반다이에서 보낸 인물이 차지하게 되었다.
카와구치 카츠미에 따르면, 반다이 그룹 내부에는 출자한 작품의 상품화의 성공, 실패의 판단 기준으로서 《건담》 시리즈를 지표로 이용하는 경향이 있었고, 이 시리즈와 이 정도의 매상이 없다고 작품으로서 성공이라고 볼 수 없으니까, 자연과 건담에 편중하는 경향이 있다. 선라이즈 작품뿐만 아니라 "로봇 애니메이션은 건담에 도태된다"라는 전망도 있다. 이 때문에 용자 시리즈가 끝난 1990년대 말 이후에는 선라이즈 자신조차 소년용, 저연령층용 로봇물 오리지널 애니메이션 작품을 발표할 기회는 좀처럼 축하받지 못했다.
또 반다이 그룹(반다이 남코 그룹)은 판권, 캐릭터 관련 비즈니스에서는 오랫동안 업계 최대로 많은 노하우를 가지고 있지만, 그 반대로 이 회사가 관여하는 작품에서 판권이나 제작 체제 전반의 관리가 매우 철저하게 되기도 한다. 선라이즈도 반다이 그룹이 된 후는 예외 없이, 판권 사업뿐만 아니라 작품 출연의 성우과 원작자·감독 등의 미디어 출연에 대해서도 관리가 더 강화·철저하게 되었다.

## 제작 작품

### 텔레비전 애니메이션

#### 시리즈 작품
- 기동전사 건담 시리즈
  - 기동전사 건담 (1979년)
  - 기동전사 Z 건담 (1985년)
  - 기동전사 건담 ZZ (1986년)
  - 기동전사 V건담 (1993년)
  - 기동무투전 G 건담 (1994년)
  - 신기동전기 건담W (1995년)
  - 기동신세기 건담 X (1996년)
  - ∀(턴에이) 건담 (1999년)
  - 기동전사 건담 SEED (2002년)
  - 기동전사 건담 SEED DESTINY (2004년)
  - 기동전사 건담 00 (2007년, 2008년)
  - 기동전사 건담 AGE (2011년)
- 마신영웅전 와타루시리즈
  - 마신영웅전 와타루（1988년）
  - 마신영웅전 와타루2（1990년）
  - 초마신영웅전 와타루（1997년）
- 용자 시리즈
  - 용자 엑스카이저 (1990년)
  - 태양의 용자 파이버드 (1991년)
  - 전설의 용자 다간 (1992년)
  - 용자특급 마이트가인 (1993년)
  - 용자경찰 제이데커 (1994년)
  - 황금용자 골드런 (1995년)
  - 용자지령 다그온 (1996년)
  - 용자왕 가오가이가 (1997년)
  - 용자왕 가오가이가 파이널 GRAND GLORIOUS GATHERING (2005년)
- 앨드런 시리즈
  - 절대무적 라이징오 (1991년)
  - 열혈최강 고자우라 (1992년)
  - 원기폭발 간바루가 (1993년)

#### 1970년대
- 라 세느의 별
- 용자 라이딘
- 무적초인 점보트 3
- 무적강인 다이탄 3
- 기동전사 건담
- 사이보그 009

#### 1980년대
- 무적로보 트라이더 G7
- 전설거신 이데온
- 최강로보 다이오쟈
- 태양의 엄니 다그람
- 전투메카 자붕글
- 성전사 단바인
- 장갑기병 보톰즈
- 은하표류 바이팜
- 중전기 엘가임
- 거신 고그
- 초력로보 가랏트
- 기갑계 가리안
- 기동전사 Z 건담
- 더티페어
- 기동전사 건담 ZZ
- 기갑전기 드라고나
- 시티헌터
- 미스터 아짓코
- 시티헌터 2
- 마신영웅전 와타루
- 갑옷전기 사무라이 트루퍼
- 기동경찰 패트레이버
- 수신 라이거
- 마동왕 그란조트
- 시티헌터 3

#### 1990년대
- 용자 엑스카이저
- 오바타리안
- 태양의 용자 파이버드
- 신세기GPX사이버포뮬러
- 기갑경찰 메탈잭
- 시티헌터91
- 엄마는 4학년
- 전설의 용자 다간
- 원기폭발 간바루가
- 용자특급 마이트가인
- 기동전사 V 건담
- 질풍! 아이언리거
- 용자경찰 제이데커
- 기동무투전 G 건담
- 패왕대계 류나이트
- 황금용자 골드런
- 수전사 가루키바
- 신기동전기 건담 W
- 용자지령 다그온
- 천공의 에스카플로네
- 기동신세기 건담 X
- 간바리스트 쥰 - from 간바! 플라이 하이
- 용자왕 가오가이가
- 초마신영웅전 와타루
- 성방무협 아웃로스타
- 은하표류 바이팜 13
- 카우보이 비밥
- 브레인 파워드
- 센티멘탈 저니
- DT 에이트론
- 가사라키
- 성계의 문장
- 베터맨
- 무한의 리바이어스
- 세라핌 콜
- The Big-O

#### 2000년대
- 난다 난다 니얀다
- 성계의 전기
- 브리가둔 마린과 메란
- GEAR전사 덴도
- 아르젠토 소마
- 이누야샤
- Z.O.E Dolores, i
- 성계의 전기 II
- 스크라이드
- 격투! 크러시기어 TURBO
- 위치헌터로빈
- 오버맨 킹게이너
- 기동전사 건담 SEED
- The Big-O 시즌 2
- 출격! 머신로보 레스큐
- 크러시기어 Nitro
- 포트리스
- 플라네테스
- SD 건담 포스
- 마이히메
- 기동전사 건담 SEED DESTINY
- 따끈따끈 베이커리
- 케로로 군조
- 쾌걸 조로리
- 클러스터 엣지
- 마이 오토메
- 호토리~그저 행복을 간절히 바라~
- 제가페인
- 코드 기어스 반역의 를르슈
- 결계사
- 은혼
- 공룡킹 어드벤처
- 아이돌마스터 XENOGLOSSIA
- 기동전사 건담 00
- 공룡킹 어드벤처 익룡전설
- 코드 기어스 반역의 를르슈 R2
- 배틀 스피리츠 소년돌파 바신
- 테일즈 오브 디 어비스
- 기동전사 건담 00|기동전사 건담 00|기동전사 건담 00 Second
- 우주를 달리는 소녀
- 흑신
- 배틀 스피리츠 소년격패 단
- 이누야샤 완결편
- 히피라 군

#### 2010년대
- SD건담 삼국전
- 케로로 군조Z
- 배틀 스피리츠 브레이브
- TIGER & BUNNY
- 은혼'
- 세이크리드 세븐
- 기동전사 건담 AGE
- 파이 브레인 신의 퍼즐
- 배틀 스피리츠 히어로즈
- 남자 고교생의 일상
- 여름색 기적
- 액셀월드
- 가난뱅이 신이!
- 파이 브레인 신의 퍼즐 2기
- 경계선상의 호라이즌 II
- 아이카츠!
- 배틀 스피리츠 소드아이즈
- 러브라이브!
- 혁명기 발브레이브
- 건담 빌드 파이터즈
- 파이 브레인 신의 퍼즐 3기
- 최강은하 얼티밋 제로 ~배틀 스피리츠~
- 버디 컴플렉스
- 러브라이브! 2기
- 건담 G의 레콘키스타
- 건담 빌드 파이터즈 트라이
- 크로스앙쥬
- 케로로
- 트라이브 쿨 크루
- 배틀 스피리츠 버닝 소울
- 은혼°
- 기동전사 건담 철혈의 오펀스
- 브레이브 비츠
- 기동전사 건담 UC RE:0096
- 러브 라이브! 선샤인!!
- 아이카츠 스타즈!
- 매직 큥! 르네상스
- 배틀 스피리츠 더블 드라이브
- 클래시컬로이드
- 은혼.
- 클래시컬로이드 시즌2
- 러브 라이브! 선샤인!! 2기
- 플라워링 하트 시즌2
- 이세계 주점 ~고도 아이테리아의 주점 노부~
- 건담 빌드 다이버즈
- 아이카츠 프렌즈!
- 더블데커! 더그&키릴
- 건담 빌드 다이버즈 Re:RISE
- 아이카츠 온 퍼레이드!

#### 2020년대
- 파도여 들어다오
- 마신영웅전 와타루 칠혼의 류진마루
- 킹스레이드: 의지를 잇는 자들
- 반요 야샤히메
- 러브 라이브! 니지가사키 학원 스쿨 아이돌 동호회
- 러브 라이브! 슈퍼스타!!
- 스칼렛 넥서스
- 경계전기
- 반요 야샤히메 2기
- 러브 라이브! 니지가사키 학원 스쿨 아이돌 동호회 2
- 러브 라이브! 슈퍼스타!! 2
- 기동전사 건담 수성의 마녀
- 니지욘 애니메이션
- 환일의 요하네 -SUNSHINE in the MIRROR-
- 니지욘 애니메이션 2
- 러브 라이브! 슈퍼스타!! (제3기)
- 기동전사 건담 GQuuuuuuX
- 마에바시 위치스
- 암살자인 내 스테이터스가 용사보다도 훨씬 강한데요
- 개진전 사무라이 트루퍼
- MAO

### OVA
- 더티페어
- 린의 날개
- 프리덤
- 기동전사 건담 0080 주머니 속의 전쟁
- 기동전사 건담 0083 스타더스트 메모리
- 기동전사 건담 제08 MS 소대
- 기동전사 건담 제08 MS 소대 라스트 리조트
- 기동전사 건담 MS Igloo 1년전쟁비록
- 신기동전기 건담 W - Endless Waltz
- 신기동전기 건담 W - 오퍼레이션 메테오
- 기동전사 건담 UC

### 극장판 애니메이션
- 카우보이 비밥 천국의 문
- 케로로 중사 극장판 3기 동시상영 - 무사 케로 센고쿠 란성 대 배틀
- 케로로 더 무비: 케로로 vs 케로로 천공대결전
- 케로로 더 무비: 드래곤 워리어
- 천공의 에스카 플로네 극장판
- 은혼 극장판 - 신역 홍앵편
- 은혼 극장판 - 해결사여 영원하라
- 파이브 스타 스토리즈 극장판
- 이누야샤 극장판 1기 - 시대를 초월한 마음
- 이누야샤 극장판 2기 - 거울 속 몽환성
- 이누야샤 극장판 3기 - 천하패도의 검
- 이누야샤 극장판 4기 - 홍련의 봉래도
- 기동전사 건담 극장판 Ⅰ
- 기동전사 건담 극장판 Ⅱ(슬픈전사 편)
- 기동전사 건담 극장판 Ⅲ(해후의 우주 편)
- 기동전사 건담 0083 지온의 잔광
- 기동전사 건담 제08 MS 소대 밀러즈 리포트
- 기동전사 Z건담 극장판 A New Translation Ⅰ(별을 잇는 자)
- 기동전사 Z건담 극장판 A New Translation Ⅱ(연인들)
- 기동전사 Z건담 극장판 A New Translation Ⅲ(별의 고동은 사랑)
- 기동전사 건담 역습의 샤아
- 기동전사 건담 F91
- 신기동전기 건담 W - Endless Waltz 특별편
- ∀ 건담 Ⅰ지구광(地球光)
- ∀ 건담 Ⅱ월광접(月光蝶)
- 기동전사 건담 00 극장판 - A Wakening of The Trailblazer
- 러브라이브! 극장판 - 더 스쿨 아이돌 무비 The School Idol Movie
- 코드 기아스 부활의 를르슈

### 내용주
1. ↑  《애니메쥬》 1981년 12월호 28 페이지의 '쇼시 일본 선라이즈'나, 오카지마 마사아키·아사노 마사히코·나카지마 신스케 '바텀즈·얼라이브'(오타출판·2000년) p204 등, 설립 멤버를 8명으로 하는 자료도 있다.
2. ↑  다만, 후쿠다 미츠오 · 오하라 마사카즈 와 같이, 선라이즈로 애니메이션 제작의 커리어를 스타트해, 프리랜서가 된 후에도 명의가 있는 일의 대부분은 선라이즈 작품으로 실시해, 선라이즈 제작 작품의 감독을 맡았다 인물은 있다.

### 참조주
1. ↑  Web 현대 '건담자' 취재반 편집 '제5장 기획 이이즈카 마사오 "아톰의 혁명", "건담자 건담을 만든 남자들" 코단샤, 2002년 10월 9일, ISBN 4-06-330181-8, 230페이지.
2. ↑  天本伸一郎編「第2章／サンライズ黎明期 山浦栄二 インタビュー」『富野由悠季 全仕事』キネマ旬報社〈キネ旬ムック〉, 1999년 6월 9일, ISBN 4-906649-00-9, 112페이지.
3. ↑  Web현대 '건담자'취재반 편집 '서장 선라이즈 이사 사장 요시이 타카유키 《애니메이션에 있어서의 틈새 산업》',  '건담자 건담을 만든 남자들' 9-10페이지.
4. ↑  
  - 「いま、映画機動戦士ガンダムに燃える日本サンライズ PART4 座談会」『アニメージュ』1981年1月号、p114-p115。山浦栄二取締役企画部長（当時）の発言による。
  - 中島紳介、斎藤良一、永島収『イデオンという伝説』太田出版、1998年、p104.
  - Web現代取材班「第5章 飯塚政夫」『ガンダム者 ガンダムを創った男たち』講談社、2002年、p248-p249。
5. ↑  Web現代取材班「第1章 安彦良和」『ガンダム者 ガンダムを創った男たち』（講談社・2002年）p72。
6. ↑  中島紳介、斎藤良一、永島収『イデオンという伝説』太田出版、1998年、p174-p176
7. ↑  Web현대"건담자"취재 팀 건담자 ― 건담을 만든 남자들 코단샤 2002년
8. ↑  “市報松江12月号（2010年）”. 2022년 8월 10일에 원본 문서에서 보존된 문서. 2022년 7월 19일에 확인함.
9. ↑  柿沼秀樹、加藤智「ガンプラシーン回顧対談 1980〜2007 川口克己×柿沼秀樹」『バンダイ キャラクタープラモ年代記 鉄人からヤマト、ガンダムまで』学習研究社、2007年4月3日、ISBN 978-4-05-403282-8、161頁。
10. ↑  Great Mechanics 5 후타바샤 2002년